# Sérgio Silva (Fußballspieler)
Sérgio Silva, mit vollständigen Namen Sérgio Domingos Reis Silva (* 26. Februar 1994 in Oliveira de Azeméis), ist ein portugiesischer Fußballspieler.

## Karriere
Sérgio Silva erlernte das Fußballspielen in der Jugendmannschaft des UD Oliveirense. Hier unterschrieb er am 1. Juli 2013 auch seinen ersten Vertrag. Der Verein aus Oliveira de Azeméis spielte in der zweiten Liga, der Segunda Liga.  2016 musste er mit dem Verein den Weg in die dritte Liga antreten. Nach einem Jahr stieg man direkt wieder in die zweite Liga auf. Bei Oliveirense stand er bis August 2020 unter Vertrag. Für den Verein absolvierte er 121 Ligaspiele. Die Saison 2020/21 spielte er beim ebenfalls in der zweiten Liga spielenden CD Feirense in Santa Maria da Feira. Für Feirense stand er fünfmal in der zweiten Liga auf dem Spielfeld. Ende August 2021 zog es ihn nach Asien. Hier unterschrieb er einen Vertrag beim indonesischen Erstligisten Arema Malang.